# Gholdarre-je Sofla
Gholdarre-je Sofla – wieś w Iranie, w ostanie Azerbejdżan Zachodni, w szahrestanie Takab. W 2006 roku liczyła 279 mieszkańców.